# Aguilar del Alfambra
Aguilar del Alfambra – gmina w Hiszpanii, w prowincji Teruel, w Aragonii, o powierzchni 39,04 km². W 2011 roku gmina liczyła 73 mieszkańców.